# Hermitage Capital Management
Hermitage Capital Management è una società inglese di fondi di investimento e di gestione patrimoniale specializzata nei mercati russi fondata da Bill Browder e Edmond Safra. Il direttore operativo è Ivan Čerkasov.  La sede centrale di Hermitage Capital Management è a Guernsey; ha uffici anche nelle Isole Cayman, a Londra e Mosca.
Il suo principale fondo di investimento è l'Hermitage Fund creato nel 1996.

## Storia
L'Hermitage si descrive come un fondo attivista. Le sue tattiche includono la denuncia della corruzione aziendale nelle società che detiene, nella speranza di migliorare il comportamento manageriale e ridurre il significativo sconto che la corruzione ha sui prezzi delle azioni. La cosa più famosa è che Hermitage ha contribuito a denunciare diversi casi di corruzione di alto profilo nella più grande azienda russa Gazprom tra il 1998 e il 2000. Nell'ottobre 2000, Hermitage ha riferito che "gli investitori valutano questa azienda come se il 99% dei suoi beni fosse stato rubato. La cifra reale è intorno al 10%, quindi è una buona notizia".
Nell'aprile 2007, l'azienda ha lanciato Hermitage Global, un fondo attivista focalizzato sui mercati emergenti globali.
Dal 2015, Hermitage opera come hedge fund di family office con sede a Londra, avendo restituito capitale esterno agli investitori. Il focus del fondo è ancora sui mercati emergenti.

## Conflitto con il governo russo
Sebbene il fondatore del fondo, William Browder, fosse un sostenitore del presidente russo Vladimir Putin, nel novembre 2005 è stato inserito nella lista nera dal governo russo come "minaccia alla sicurezza nazionale" e gli è stato negato l'ingresso nel paese. Secondo l'Economist, il fondo è stato inserito nella lista nera perché la sua gestione ha interferito con il flusso di denaro ai "burocrati corrotti e ai loro uomini d'affari complici" in Russia.
Nell'aprile 2008, poiché tre delle filiali di Hermitage Capital erano state poste sotto il controllo di Boily Systems, una società delle Isole Vergini britanniche (BVI)fondata nel 2007 per conto di GSL Law & Consulting, società con sede in Russia, Hermitage Capital Management ha inviato una lettera al Commonwealth Trust Limited (CTL)  sostenendo che i ladri avevano preso il controllo delle tre filiali di Hermitage. Secondo la Televisione Svedese (SVT), una delle società, Diron Trade LLP, rubata con una casella postale della Gran Bretagna, ha assistito a più di 5,8 miliardi di dollari in trasferimenti di riciclaggio di denaro tra le filiali baltiche di Swedbank e Danske Bank durante 6 mesi nel 2010 e nel 2011.
Nel 2008 il New York Times ha riferito che nei due anni successivi molti dei suoi collaboratori e avvocati, così come i loro parenti, furono vittime di crimini, tra cui percosse e rapine durante le quali furono sequestrati documenti. Nel giugno 2007, decine di agenti di polizia hanno fatto irruzione negli uffici moscoviti dell'Hermitage e nel suo studio legale, confiscando documenti e computer. Quando un membro dell'azienda ha protestato affermando che la perquisizione era illegale, è stato picchiato dagli agenti e ricoverato in ospedale per due settimane. L'Hermitage è diventato vittima di quello che in Russia è noto come "raid aziendale": sequestro di aziende e altri beni con l'aiuto di funzionari delle forze dell'ordine e giudici corrotti. Tre holding della Hermitage sono state sequestrate in base a quelle che, secondo gli avvocati della società, sono accuse fasulle.
L'8 ottobre 2008, Hermitage ha pubblicato un video su YouTube accusando la polizia russa di frode.
Il 16 novembre 2009 è morto in carcere Sergej Magnitskij, socio dello studio legale Firestone Duncan, rappresentante e consulente legale di William Browder a Mosca, accusato di frode fiscale e incarcerato per 11 mesi. Nel 2013 è stato annunciato che Magnickij sarebbe stato processato postumo.
L'8 febbraio 2010 Opalesque.TV ha pubblicato un video in cui Browder rivela i dettagli del calvario di Sergej Magnitskij durante i suoi undici mesi di detenzione.  Nel 2012, Hermitage ha presentato una denuncia all'agenzia anticorruzione cipriota Mokas riguardante fondi di 31 milioni di dollari trasferiti illegalmente a Cipro dalla Russia attraverso una catena di banche. Tuttavia, nel 2015, la polizia di Cipro ha trasferito i documenti agli investigatori russi nel caso di presunta evasione fiscale di Magnitskij e Browder, ampiamente descritto come una montatura.
Nel 2013, Hermitage ha chiuso il suo fondo russo che nel 2005 aveva oltre 4 miliardi di dollari di asset in gestione. Nel 2013, il fondo è stato valutato con un patrimonio inferiore a 60 milioni di dollari. La chiusura del fondo ha portato a una controversia tra gli investitori e HSBC, che era gestore e amministratore fiduciario del fondo.
Nel dicembre 2017, Browder e Čerkasov sono stati condannati in contumacia rispettivamente a 9 anni e 8 anni di reclusione da un tribunale russo per evasione fiscale da parte di Hermitage Capital Management e per aver causato danni per 58 milioni di dollari al bilancio federale russo.
Nell'aprile 2018, Natal'ja Vesel'nickaja ha annunciato che, per conto dell'ufficio del procuratore generale della Federazione Russa, stava indagando su Bill Browder e Hermitage Capital, ma ha negato di lavorare per il Cremlino.
Nel maggio 2018, Bill Browder ha elogiato l'emendamento Magnitskij al Proceeds of Crime Act pubblicato negli Stati Uniti chiedendo "un'azione rapida e vigorosa", aggiungendo che "i migliori oligarchi di Putin dovrebbero essere in quella lista".  Sempre a maggio, Browder è stato brevemente detenuto in Spagna quando un mandato di arresto russo per estradizione lo ha inserito nella Red Notice dell'Interpol.
Nel novembre 2019, un articolo pubblicato da Der Spiegel ha dettagliato un resoconto critico delle incoerenze che afferma di aver riscontrato nelle storie di Bill Browder.